# Valencia Club de Fútbol 2015-2016
Questa voce raccoglie le informazioni riguardanti il Valencia Club de Fútbol nelle competizioni ufficiali della stagione 2015-2016.

## Stagione
Campionato
Il Valencia ha chiuso il campionato al dodicesimo posto con 44 punti, frutto di 11 vittorie, 11 pareggi e 16 sconfitte.
Coppa del Re
In Coppa del Re la squadra è arrivata fino alle semifinali, dove è stata eliminata dal Barcellona (7-0 per il Barcellona nella gara di andata a Barcellona, 1-1 al ritorno).
UEFA Champions League
Il cammino del Valencia in Champions League è iniziato dai preliminari, dove ha avuto la meglio sui francesi del Monaco (vittoria per il Valencia 3-1 in casa all'andata, vittoria dei francesi 2-1 al ritorno). Nella fase a gironi il club è stato incluso nel gruppo H assieme ai russi dello Zenit San Pietroburgo, ai belgi del Gent e ai francesi del Olympique Lione. Il Valencia, giunto terzo nel proprio girone, viene eliminato dal torneo ma conquista al contempo l'accesso ai sedicesimi di finale dell'Europa League.
UEFA Europa League
In Europa League il Valencia sconfigge nettamente ai sedicesimi di finale gli austriaci del Rapid Vienna, mentre nel turno successivo, ossia negli ottavi di finale, cede nel derby spagnolo all'Athletic Bilbao (1-0 per l'Athletic Bilbao all'andata a Bilbao, 2-1 per il Valencia al ritorno).